# Hiram Percy Maxim
Hiram Percy Maxim (2 de setembro de 1869 - 17 de fevereiro de 1936) foi um pioneiro e inventor de rádio americano, e cofundador (com Clarence D. Tuska) da American Radio Relay League (ARRL). Hiram Percy Maxim é creditado com a invenção e venda do primeiro Silenciador comercialmente bem sucedido de armas de fogo, e também com o desenvolvimento de amortecimentos para motores de combustão interna.

## Anos iniciais
Era filho de Sir Hiram Maxim, inventor da metralhadora Maxim. Era o sobrinho de Hudson Maxim, inventor de explosivos e propulsores balísticos. Ele tinha duas irmãs, Florence Maxim, que se casou com George Albert Cutter, e Adelaide Maxim, que casou com Eldon Joubert, o tuner de piano O Ignace Paderewski. Em 1875, a família mudou-se de Brooklyn, Nova York, para Fanwood, Nova Jersey, com seu pai se juntando ao resto da família nos fins de semana. Aos 17 anos, Hiram foi um graduado em engenharia mecânica, classe de 1886, do Massachusetts Institute of Technology (então um curso de dois anos). Ele foi trabalhar para várias empresas de serviços elétricos em Boston.
A partir de 1892, Hiram Percy Maxim começou a trabalhar na American Projectile Company, localizada em Lynn, Massachusetts, onde se dedicava ao desenvolvimento de motores de combustão interna em seu tempo livre. Embora estivesse focado em seus próprios projetos, Maxim admitiu que desconhecia os avanços significativos que estavam sendo feitos na Alemanha por engenheiros como Wilhelm Maybach, Gottlieb Daimler e Karl Benz.
Em suas memórias, Maxim expressou surpresa e frustração com o tempo necessário para construir um pequeno motor, uma tarefa que subestimara inicialmente. Quando finalmente conseguiu realizar a combustão, a experiência foi alarmante. O motor "tremeu, sacudiu e chacoalhou, emitindo óleo, fogo, fumaça e um odor intenso". Para Maxim, que tinha aversão natural a máquinas e havia sido educado para apreciar a elegância e a perfeição dos carros puxados por cavalos, a experiência foi extremamente desagradável e repugnante..
No início de 1895, Hiram Percy Maxim fez uma visita ao coronel Albert A. Pope em Hartford, Connecticut. Essa visita resultou em sua contratação para trabalhar na Divisão de Veículos Motorizados da Pope Manufacturing Company, uma das principais fabricantes de bicicletas da época que estava expandindo suas operações para o setor automotivo.
Embora Maxim estivesse trabalhando no desenvolvimento de seu próprio veículo motorizado, ele não conseguiu concluir o projeto a tempo para participar da corrida Times-Herald, realizada em novembro daquele ano. No entanto, Maxim ainda viajou até Chicago para participar do evento como árbitro. Durante a viagem, ele acompanhou a equipe responsável pelo Electrobat II, um veículo elétrico projetado por Henry Morris e Pedro Salom, que competia na corrida.
Em 1899, sob a liderança de Hiram Percy Maxim, a Pope Manufacturing Company alcançou um marco significativo na história automobilística dos Estados Unidos. O Pope Columbia, um automóvel movido a gasolina, venceu a primeira corrida de automóveis em circuito fechado do país, realizada em Branford, Connecticut. Esse sucesso consolidou a reputação da Columbia como uma das pioneiras na fabricação de veículos motorizados.
A Columbia continuou a produzir automóveis a gasolina até 1913, expandindo sua linha para incluir também alguns dos primeiros automóveis e caminhões elétricos. A empresa desempenhou um papel crucial no desenvolvimento inicial da indústria automobilística americana, contribuindo tanto para a popularização dos veículos a gasolina quanto para a exploração de alternativas elétricas.
Entre 1902 e 1909, Hiram Percy Maxim dedicou-se intensivamente à invenção, construção, comercialização e venda de silenciadores para armas de fogo. Sua inovação no campo dos silenciadores tornou-se um marco na tecnologia de armamentos, reduzindo significativamente o ruído das armas e abrindo novas possibilidades para o uso dessas tecnologias.
Além de sua aplicação em armas de fogo, Maxim também adaptou a tecnologia dos silenciadores para amortecer o som de motores de combustão interna, aplicando os mesmos princípios de engenharia. Essa abordagem inovadora não apenas ampliou o uso dos silenciadores, mas também demonstrou a versatilidade e a aplicabilidade de suas invenções em diferentes áreas industriais.

## Casamento e família
Casou-se com Josephine Hamilton, filha do ex-governador de Maryland, William T. Hamilton, em 21 de dezembro de 1898, em Hagerstown, Maryland. Eles viviam em Hartford, e tiveram um filho, Hiram Hamilton Maxim, e uma filha, Percy Hamilton Maxim, que se casou com John Glessner Lee (neto de John J. Glessner). A Casa John J. Glessner, projetada por Henry Hobson Richardson, é agora um marco de Chicago.
Percy Maxim Lee (1906-2002) foi presidente da Liga das Mulheres Votantes de 1950-1958 e foi nomeada pelo Presidente Kennedy para o Conselho Consumidor Consultivo, que ela mais tarde presidiu. Ela defendeu os debates entre candidatos presidenciais e testemunhou no Senado dos EUA contra o senador Joseph McCarthy em 1955.

## Realizações

### Indústrias de armas de fogo e automóveis
Hiram Percy Maxim é geralmente creditado com a invenção e venda do primeiro Silenciador comercialmente bem sucedido de armas de fogo em torno de 1902, recebendo uma patente para ele em 30 de março de 1909. Maxim deu ao seu dispositivo o nome de marca registrada Maxim Silencer, e eles eram regularmente anunciados em revistas de artigos esportivos. O silenciador para Motores de combustão interna foi desenvolvido em paralelo com o silenciador de armas de fogo pelo Maxim no início do século 20, usando muitas das mesmas técnicas para fornecer motores de funcionamento mais silencioso, e em muitos países de língua inglesa os silenciadores de automóveis são chamados silenciadores.

### Rádio
Ele criou a American Radio Relay League (RRR) em 1914 como resposta à falta de um grupo organizado de estações de "relato" para passar mensagens através de rádio amador. A transferência de mensagens permitiu que fossem enviadas mais longe do que qualquer estação de alcance na época. Ele originalmente tinha os sinais de chamada amadores SNY, 1WH, 1ZM, (após a Primeira Guerra Mundial)O 1AW, e mais tarde W1AW, que agora é o sinal de chamadas da estação do clube da sede da ARRL. O seu transmissor rotativo de centelhas "Old Betsy" tem um lugar de honra na sede da ARRL. A ARRL apresenta um prêmio anual com o nome Maxim a um amador de rádio e membro da ARRL com menos de 21 anos de idade.

### Cinema
Maxim fundou a Liga de Cinema Amador em Nova York em 1926; ele foi eleito presidente. A Liga de Cinema Amador publicou uma revista mensal, Movie Makers.

### Literatura
Maxim escreveu o livro O lugar da vida no cosmos, publicado em 1933, uma visão geral da ciência contemporânea que supõe que a vida existia fora da terra; bem como dois livros publicados em 1936: Um gênio na família: Sir Hiram Stevens Maxim através dos olhos de um filhozinho um relato divertido de sua juventude, e Horseless Carriage Days em que ele contava seus dias como pioneiro automotivo.

## Morte
Hiram Percy Maxim estava em uma viagem de trem em fevereiro de 1936 de sua casa em Hartford, Connecticut, para Flagstaff, Arizona, para visitar o Observatório Lowell. Enfermou-se e foi levado do trem para um hospital em La Junta, Colorado, onde morreu no dia seguinte, 17 de fevereiro de 1936. Hiram P. Maxim foi enterrado no Cemitério Rose Hill em Hagerstown, Maryland, na parcela da família Hamilton pertencente à família de sua esposa.

## Na cultura popular
A autobiografia de Maxim mencionada anteriormente de sua juventude, Um gênio na família foi adaptada em 1946 em um filme de comédia-drama produzido pela Universal Pictures intitulado, So Goes My Love enquanto o lançamento do Reino Unido usava o mesmo título do livro. Bobby Driscoll interpreta Maxim no filme, com Don Ameche e Myrna Loy interpretando seus pais, Hiram Stephens Maxim e Jane Bidden Maxim.

## Patentes
- Patente dos Estados Unidos 594.805: Veículo motorizado (veículo elétrico a bateria)
- Patente dos Estados Unidos 757.941: Engrenagem de motorEquipamentos de funcionamento de veículos a motor
- Patente dos Estados Unidos 772.571: Veículos elétricos
- Patente dos Estados Unidos 845.106: Veículo de estradaVeículo rodoviário
- Patente dos EUA 916.885: Arma de fogo silenciosa emitida em 30 de março de 1909.

## Livros
- O lugar da vida no cosmos, Nova York: D. Appleton, 1933.
- Um gênio na família, Nova York: Harper, 1936.
- Horseless Carriage Days, Nova York: Harper, 1936.

## Biografia
- Schumacher, Alice Clink, Hiram Percy Maxim, Pai da Rádio Amador, Great Falls, MT: Schumachers, 1970.